# Orochelidon flavipes
Orochelidon flavipes là một loài chim trong họ Hirundinidae.